# Namig Abdullayev
Namig Abdullayev (n. 4 ianuarie 1971, Bakı, Republica Sovietică Socialistă Azerbaidjană) este un luptător ce a reprezentat Azerbaidjan, medaliat olimpic. A participat la 3 ediții ale Jocurilor Olimpice (1996, 2000, 2004) în care a câștigat o medalie de aur și o medalie de argint.